# لم اقلیدس

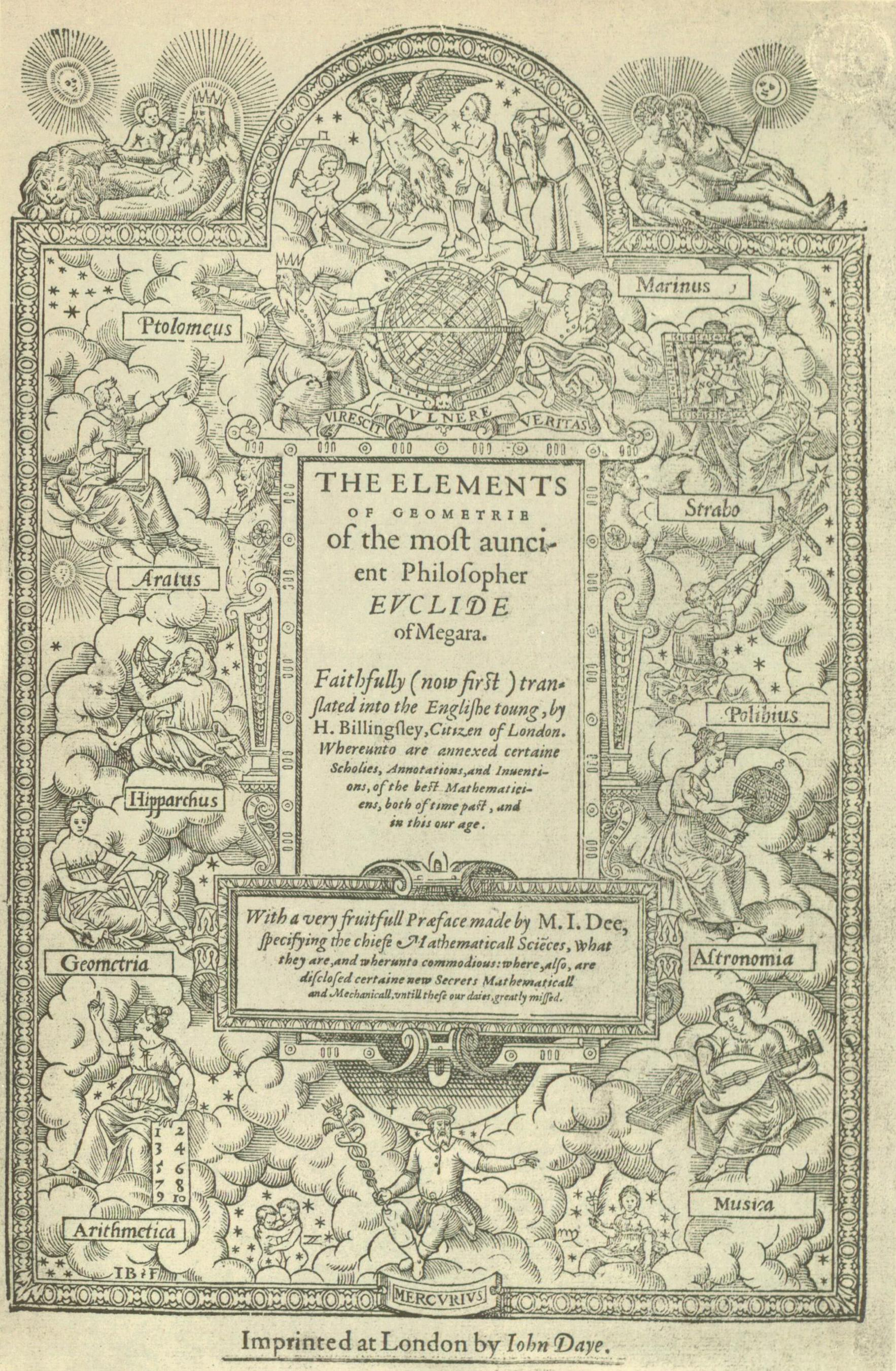
صفحه عنوان اولین نسخه انگلیسی عناصر اقلیدس توسط سر هنری بیلینگزلی، 1570

در جبر و نظریۀ اعداد، لم اقلیدس (به انگلیسی: Euclid's lemma) بیان می‌کند که اگر {\displaystyle p\mid ab}، آنگاه {\displaystyle p\mid a} یا {\displaystyle p\mid b}. که {\displaystyle p} عددی اول و {\displaystyle a} و {\displaystyle b} اعدادی صحیح هستند؛ به عبارتی دیگر، اگر عدد اولی مانند {\displaystyle p}، حاصل‌ضرب {\displaystyle a} و {\displaystyle b} را عاد کند، در این صورت {\displaystyle p} حداقل یکی از اعداد {\displaystyle a} یا {\displaystyle b} را عاد خواهد کرد؛ به عبارت دیگر، {\displaystyle a} یا {\displaystyle b} بر {\displaystyle p} بخش‌پذیر هستند.
لم اقلیدس کاربردهای زیادی در نظریۀ اعداد دارد. یکی از این کاربردها را در قضیۀ اساسی حساب می‌بینیم.

## اثبات
اثبات با استفاده از قضیۀ بزو:
طبق قضیۀ بزو، اگر {\displaystyle x} و {\displaystyle y} اعداد صحیح و نسبت به هم اول باشند، آنگاه اعداد صحیح {\displaystyle r} و {\displaystyle s} موجودند که:
{\displaystyle rx+sy=1}
حال در لم اقلیدس داریم {\displaystyle n\mid ab} و {\displaystyle (n,a)=1}. لذا طبق قضیۀ بزو، {\displaystyle r} و {\displaystyle s} صحیحی موجودند که:
{\displaystyle rn+sa=1}
در نتیجه:
{\displaystyle rnb+sab=b}
و از طرفی:
{\displaystyle n\mid rnb,\ n\mid sab}
و لذا:
{\displaystyle n\mid rnb+sab}
بنابراین:
{\displaystyle n\mid b}